# Rakitovica
Rakitovica est un village de la municipalité de Donji Miholjac (Comitat d'Osijek-Baranja) en Croatie. Au recensement de 2011, la ville comptait 868 habitants.